# Rhomphaea rostrata
Rhomphaea rostrata är en spindelart som först beskrevs av Simon 1873.  Rhomphaea rostrata ingår i släktet Rhomphaea och familjen klotspindlar. Inga underarter finns listade i Catalogue of Life.